# Enner Valencia
Enner Remberto Valencia Lastra (San Lorenzo, Esmeraldas, 4 de noviembre de 1989) es un futbolista ecuatoriano. Juega como delantero y su equipo actual es el Sport Club Internacional de la Serie A de Brasil. Es internacional absoluto con la selección de Ecuador, de la cual es el capitán.

## Trayectoria

### Inicios
Se formó en las categorías inferiores del Club Deportivo Caribe Junior de la provincia de Sucumbíos, bajo el mando del exfutbolista Pedro Perlaza. Luego fue parte de la selección de Sucumbíos en el Campeonato Nacional de Selecciones Provinciales en 2006. Valencia llegó a Guayaquil a prueba para Emelec en 2008 desde el sistema juvenil del Caribe Junior, el mismo equipo donde la estrella ecuatoriana Antonio Valencia jugó en sus primeros años. En 2008 fue transferido a Emelec. Desde 2008 hasta principios de 2010 no recibió oportunidades en el primer equipo.

### C. S. Emelec
En 2010 con la llegada del nuevo director técnico, Jorge Sampaoli, debutó con el primer equipo el 15 de enero en la presentación del plantel en la denominada "Explosión Azul", consiguiendo victoria 2-0 ante el Independiente José Terán. El 27 de enero debutó en un partido oficial ante Newell's Old Boys por la Copa Libertadores 2010. Su debut liguero lo disputó el 14 de febrero de 2010 en la victoria de Emelec ante el Espoli en la ciudad de Santo Domingo. Su velocidad y destacado rendimiento en el club le permitieron ser convocado a la selección de Ecuador. Su equipo se convirtió en subcampeón del campeonato al perder 2-1 en el marcador global frente a Liga Deportiva Universitaria.
En la siguiente temporada, Valencia anotó nueve goles en treinta partidos de liga. En noviembre de 2012, marcó consecutivamente en cinco partidos, anotando un gol en cada uno: El Nacional, Liga de Loja, Técnico Universitario y Manta Fútbol Club en partidos de ida y vuelta, ganando cuatro de los cinco encuentros, solo empatado contra LDU Loja. Esto elevó su cuenta de goles a trece marcados en cuarenta partidos de liga jugados, pero por tercera temporada consecutiva, el equipo fue subcampeón de liga y rival del Barcelona Sporting Club.
El 7 de agosto de 2013, Valencia anotó el primer hat-trick de su carrera ante el Club Sport Huancayo, en un partido de primera ronda de la Copa Sudamericana. Terminó la temporada como campeón de liga con Emelec, la primera del club desde 2002 y siendo el máximo goleador del torneo internacional disputado ese año.

### C. F. Pachuca
En diciembre de 2013, Valencia se unió al equipo mexicano, Club de Fútbol Pachuca de México. Se acopló bien al fútbol mexicano y al accionar de los tuzos lo llevó a una titular indiscutible. El primer gol de Valencia llegó en la victoria ante el Xolos de Tijuana. En la siguiente jornada, anotaría su primer doblete en el equipo frente al Club León. Enner anotaría un total de doce anotaciones en la fase regular. Posteriormente anotaría seis goles en la liguilla, convirtiendo su primer hat trick en el equipo ante la Universidad Nacional, clasificando a su equipo a la semifinal de la Liga MX. Tras derrotar al Santos Laguna, su equipo sería finalista del torneo junto al Club León, Valencia anotaría un doblete en el partido de ida; sin embargo, quedaría subcampeón tras perder en el partido de vuelta.

### West Ham United

#### Temporadas regulares en Inglaterra

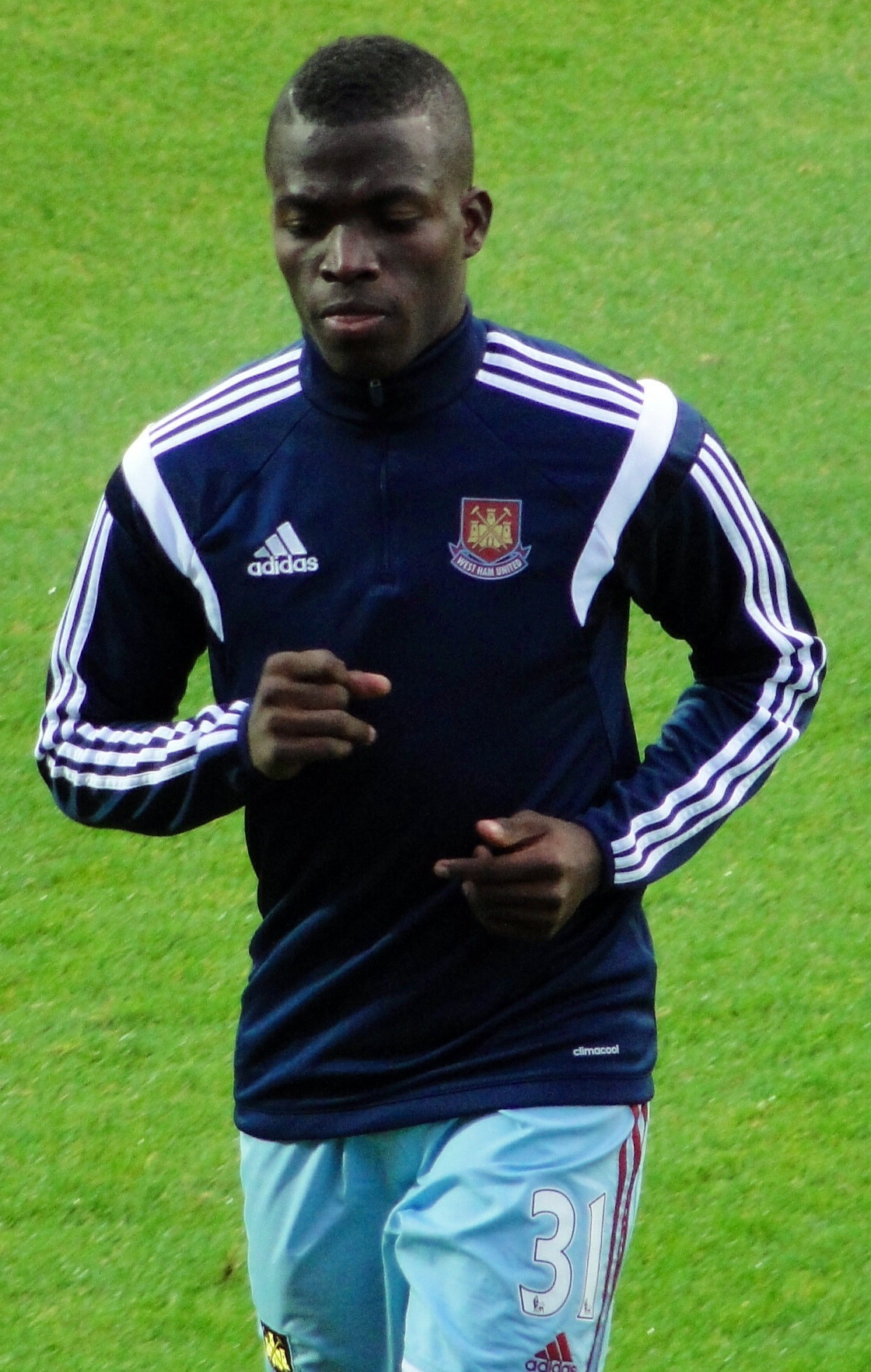
Enner Valencia del West Ham United calentando antes de un partido de la Copa de la Liga 2014.

Después de la Copa Mundial de Fútbol de 2014 Valencia se unió al equipo inglés, West Ham United gracias a su destacada actuación. En el Mundial anotó tres goles en la fase de grupos, en la que donde fue eliminada la selección ecuatoriana.El 15 de septiembre de 2014 marcó en el empate ante el Hull City, sumando así su primer gol en la Premier League. Anotó cuatro goles en su primera temporada y teniendo buenas actuaciones en la temporada 2014-15 y temporada 2015-16 culminando su etapa con los Hammers marcando un total 10 goles y asistiendo en 7 ocasiones.
El 29 de julio de 2014, el West Ham United de la Premier League completó la transferencia del Valencia, con un contrato de cinco años por una tarifa estimada en £ 12 millones. Más tarde confirmó que sabía poco sobre West Ham antes de firmar y que principalmente sabía que habían visto películas de hooligan como el estreno de 2005 de Green Street protagonizada por Elijah Wood. Valencia hizo su debut en el West Ham el 16 de agosto de 2014 en una derrota en casa por 1-0 ante el Tottenham Hotspur y sustituyó a Carlton Cole en el final del segundo tiempo. El 27 de agosto, Mark Howard detuvo su penalti cuando el West Ham fue eliminado en casa en la segunda ronda de la Copa de la Liga por el Sheffield United. El primer gol del Valencia con el West Ham llegó en su debut liguero completo, contra el Hull City el 15 de septiembre de 2014, en el empate a dos goles: el tiro de 25 yardas (23 m; 75 pies), cronometrado a 61 millas por hora (98 km / h), fue descrito por el periodista Henry Winter de The Daily Telegraph como un "gol excepcional". Valencia realizó dos anotaciones más para el West Ham en las semanas siguientes, incluido un cabezazo en la victoria a domicilio por 3-1 ante el Burnley y un gol en el empate 2-2 contra el Stoke City.
Para la temporada 2015-16, su primer partido fue el 30 de julio de 2015 en el partido de ida de la tercera ronda de clasificación de la Liga Europa de la UEFA en casa contra el Astra Giurgiu; dirigió al West Ham a la delantera, pero fue uno de los dos jugadores sustituidos por lesión en la primera mitad cuando el equipo finalmente empató 2-2. Se confirmó que había sufrido lesiones "significantes" en la rodilla y el tobillo derecho, estando descartado por doce semanas. Tras su retorno, Valencia anotó sus primeros goles en la liga de esa temporada, un doblete en la remontada por 3-1 contra el AFC Bournemouth, incluido un tiro libre contundente.

#### Cesión en Everton
El 31 de agosto de 2016, Valencia fichó por el Everton cedido por una temporada, con la opción de un movimiento permanente de 14,5 millones de libras esterlinas en el verano del siguiente año. El 2 de enero de 2017 Valencia anotó su primer gol en la liga con el Everton cuando disparó desde corta distancia en una victoria contra Southampton.

### Tigres UANL
Para el Torneo Apertura 2017 pasó por compra definitiva al Club Tigres UANL, retornando así a la Liga Bancomer MX. El 22 de julio debutó contra Club Puebla anotando un hat-trick, finalizando el partido con un 5-0 favorable para su equipo. Quedó segundo en la tabla de goleadores del torneo con 9 goles, solo 2 por debajo de Avilés Hurtado del Monterrey y Mauro Boselli del León. En la liguilla metió otros 3 goles, dos contra América en el partido de vuelta de la semifinal y el otro contra Rayados cobrando un penalti a lo Panenka en el partido de ida de la final, que terminaron ganando los Tigres 3-2 en el global, coronándose así en la cancha del acérrimo rival, el estadio BBVA Bancomer.

### Fenerbahçe
El 28 de agosto de 2020, Valencia fichó por el Fenerbahçe de la Superliga de Turquía. En su primera temporada, anotó 12 goles en 34 partidos en la Superliga de Turquía.
El 26 de agosto de 2021, Valencia le anotó su primer triplete al HJK Helsinki en la Liga Europa y el Fenerbahçe ganó por 5-2. En su segunda temporada, anotó 13 goles en todas las competiciones.
En su tercera temporada con el Fenerbahçe, Valencia tuvo un comienzo espectacular con el entrenador portugués Jorge Jesus y le anotó dobletes al Ümraniyespor, Kasımpaşa S. K. y Adana Demirspor en sus primeros 3 partidos. Además el 15 de enero de 2023, le anotó un doblete al Gaziantep F. K..
El 9 de octubre de 2022, anotó su primer triplete de la Superliga de Turquía ante el Fatih Karagümrük SK que el Fenerbahçe ganó por 5-4. El 29 de enero de 2023, fue la primera vez en toda su carrera que le anotó un cuadruplete al Kasımpaşa S. K. que el Fenerbahçe ganó por 5-1.

### Internacional
Tras su paso por Turquía, el 12 de junio de 2023 fue anunciado su fichaje por el Sport Club Internacional de la Primera División de Brasil, con contrato hasta mediados de 2026.
Debutó para el equipo el 9 de julio, siendo titular en una derrota por 2 a 0 ante Fluminense en el Maracanã. El jugador tuvo una actuación bastante discreta, sin ningún tiro a portería y fue sustituido en el medio tiempo.
Marcó su primer gol para el club el 1 de agosto, pero no pudo evitar la derrota por remontada de 2 a 1 ante River Plate en el Monumental de Nuñez, en un partido válido por los octavos de final de la Libertadores.
Después de avanzar contra River Plate, Internacional viajó a La Paz para enfrentar al Bolívar en un partido de cuartos de final de la Copa Libertadores. En el minuto 16 del juego, Enner recibió un buen pase de Alan Patrick y avanzó solo contra los defensores del equipo boliviano, finalizando con éxito con un potente y imparable disparo en la esquina inferior derecha del portero Lampe. El delantero se erigió como héroe en la victoria colorada en plena altitud, junto al portero uruguayo Rochet, quien realizó importantes salvadas.

## Selección nacional

### Categorías inferiores
| Campeonato                            | Sede   | Resultado    | Partidos | Goles |
| ------------------------------------- | ------ | ------------ | -------- | ----- |
| Juegos Panamericanos Guadalajara 2011 | México | Primera fase | 2        | 0     |

### Selección absoluta
Fue convocado a la selección ecuatoriana de fútbol dirigida por Reinaldo Rueda para un partido amistoso contra la selección de Honduras. Posteriormente volvió para un amistoso contra la selección española, partido donde fue titular. Luego sería convocado para los últimos cuatro partidos de las eliminatorias sudamericanas frente a las selecciones de Colombia, Bolivia, Uruguay y Chile, para terminar siendo partícipe de la clasificación al Mundial de Brasil 2014 de la selección ecuatoriana.
El 13 de mayo de 2014 Rueda lo incluyó en la lista preliminar de 30 jugadores que representaron a Ecuador en la Copa Mundial de Fútbol de 2014. Fue confirmado en la nómina definitiva de 23 jugadores el 2 de junio. Comenzó el torneo convirtiéndose en una promesa de la competición, terminó anotando tres goles en dos partidos, pese a que no fue suficiente para la clasificación a la siguiente fase.
El 14 de noviembre de 2019, en un partido amistoso ante Trinidad y Tobago jugado en la ciudad ecuatoriana de Portoviejo, logró un doblete que le permitió igualar la marca de Agustín "Tin" Delgado como el máximo goleador histórico de la selección con 31 goles. Casi dos años después, el 7 de octubre de 2021, en un cotejo ante Bolivia, válido por las elimiatorias al Mundial de Catar 2022 y jugado en Guayaquil, logró romper dicho récord marcando un doblete y se convirtió en el máximo artillero absoluto del combinado nacional ecuatoriano con 33 anotaciones. El 14 de noviembre de 2022 fue incluido en la lista final para la Copa Mundial Catar 2022, en la cual ha marcado el primer doblete del torneo en el partido inaugural frente a Catar.
El 29 de mayo de 2024, fue incluido en la lista de 26 futbolistas convocados por Félix Sánchez Bas para su participación en la Copa América 2024.

#### Copa Mundial Catar 2022

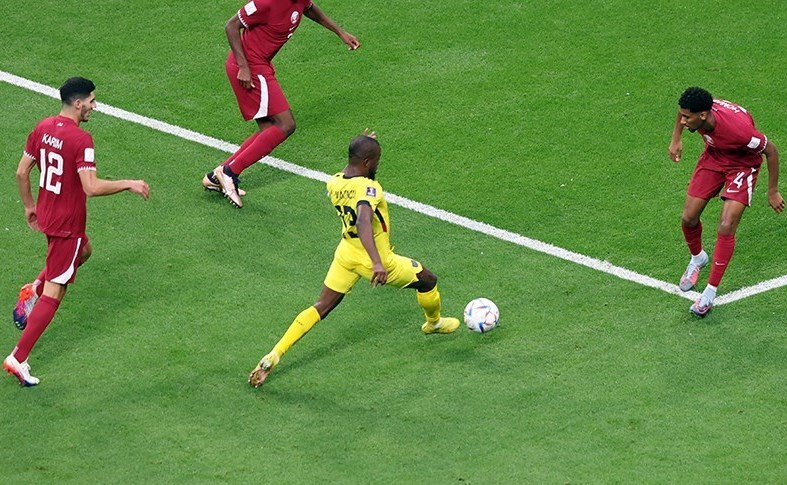
Enner Valencia durante el partido inaugural de la Copa del Mundo 2022 contra Catar.

Fue el primer jugador en anotar gol y el primero en marcar un doblete en la Copa Mundial de Fútbol 2022.

#### Copa América 2024
Sería uno de los convocados para afrontar la Copa América 2024 quedando segundo de grupo al empatar con México en cuartos se enfrentaría a Argentina fallando un penal clave al mandar la pelota al poste posteriormente sería eliminado en penales

#### Participaciones en Copas del Mundo
| Mundial           | Sede   | Resultado      | Partidos | Goles |
| ----------------- | ------ | -------------- | -------- | ----- |
| Copa Mundial 2014 | Brasil | Fase de grupos | 3        | 3     |
| Copa Mundial 2022 | Catar  | Fase de grupos | 3        | 3     |

#### Participaciones en eliminatorias
| Mundial            | Sede            | Resultado   | Partidos | Goles | Promedio |
| ------------------ | --------------- | ----------- | -------- | ----- | -------- |
| Eliminatorias 2014 | América del Sur | Clasificado | 3        | 0     | 0,00     |
| Eliminatorias 2018 | América del Sur | Eliminado   | 12       | 5     | 0,42     |
| Eliminatorias 2022 | América del Sur | Clasificado | 12       | 4     | 0,33     |
| Eliminatorias 2026 | América del Sur | Clasificado | 13       | 5     | 0.38     |

#### Participaciones en Copa América
| Copa                    | Sede           | Resultado        | Partidos | Goles | Promedio |
| ----------------------- | -------------- | ---------------- | -------- | ----- | -------- |
| Copa América 2015       | Chile          | Fase de grupos   | 3        | 2     | 0,67     |
| Copa América Centenario | Estados Unidos | Cuartos de final | 4        | 2     | 0,50     |
| Copa América 2019       | Brasil         | Fase de grupos   | 3        | 1     | 0,33     |
| Copa América 2021       | Brasil         | Cuartos de final | 4        | 0     | 0,00     |
| Copa América 2024       | Estados Unidos | Cuartos de final | 3        | 0     | 0,00     |

### Partidos internacionales
Actualizado al último partido disputado el 10 de junio de 2025.
| \| N.° \| Fecha \| Ciudad \| Rival \| Resultado \| Resultado \| Competencia \| \| --- \| ------------------------ \| ----------------- \| ----------------- \| ------------ \| --------- \| ------------------------------------ \| \| 1. \| 29 de febrero de 2012 \| Guayaquil \| Honduras \| 2-0 \| Victoria \| Amistoso \| \| 2. \| 14 de agosto de 2013 \| Guayaquil \| España \| 0-2 \| Derrota \| Amistoso \| \| 3. \| 6 de septiembre de 2013 \| Barranquilla \| Colombia \| 0-1 \| Derrota \| Eliminatorias al Mundial Brasil 2014 \| \| 4. \| 11 de octubre de 2013 \| Quito \| Uruguay \| 1-0 \| Victoria \| Eliminatorias al Mundial Brasil 2014 \| \| 5. \| 15 de octubre de 2013 \| Santiago de Chile \| Chile \| 1-2 \| Derrota \| Eliminatorias al Mundial Brasil 2014 \| \| 6. \| 15 de noviembre de 2013 \| Nueva Jersey \| Argentina \| 0-0 \| Empate \| Amistoso \| \| 7. \| 19 de noviembre de 2013 \| Houston \| Honduras \| 2-2 \| Empate \| Amistoso \| \| 8. \| 5 de marzo de 2014 \| Londres \| Australia \| 4-3 \| Victoria \| Amistoso \| \| 9. \| 31 de mayo de 2014 \| Arlington \| México \| 1-3 \| Derrota \| Amistoso \| \| 10. \| 4 de junio de 2014 \| Miami \| Inglaterra \| 2-2 \| Empate \| Amistoso \| \| 11. \| 15 de junio de 2014 \| Brasilia \| Suiza \| 1-2 \| Derrota \| Mundial Brasil 2014 \| \| 12. \| 20 de junio de 2014 \| Curitiba \| Honduras \| 2-1 \| Victoria \| Mundial Brasil 2014 \| \| 13. \| 25 de junio de 2014 \| Río de Janeiro \| Francia \| 0-0 \| Empate \| Mundial Brasil 2014 \| \| 14. \| 9 de septiembre de 2014 \| East Rutherford \| Brasil \| 0-1 \| Derrota \| Amistoso \| \| 15. \| 9 de septiembre de 2014 \| Miami \| Bolivia \| 4-0 \| Victoria \| Amistoso \| \| 16. \| 10 de octubre de 2014 \| Connecticut \| Estados Unidos \| 1-1 \| Empate \| Amistoso \| \| 17. \| 14 de octubre de 2014 \| Harrison \| El Salvador \| 5-1 \| Victoria \| Amistoso \| \| 18. \| 3 de junio de 2015 \| Ciudad de Panamá \| Panamá \| 1-1 \| Empate \| Amistoso \| \| 19. \| 6 de junio de 2015 \| Guayaquil \| Panamá \| 4-0 \| Victoria \| Amistoso \| \| 20. \| 11 de junio de 2015 \| Santiago de Chile \| Chile \| 0-2 \| Derrota \| Copa América 2015 \| \| 21. \| 15 de junio de 2015 \| Valparaíso \| Bolivia \| 2-3 \| Derrota \| Copa América 2015 \| \| 22. \| 19 de junio de 2015 \| Rancagua \| México \| 2-1 \| Victoria \| Copa América 2015 \| \| 23. \| 24 de marzo de 2016 \| Quito \| Paraguay \| 2-2 \| Empate \| Eliminatorias al Mundial Rusia 2018 \| \| 24. \| 29 de marzo de 2016 \| Barranquilla \| Colombia \| 1-3 \| Derrota \| Eliminatorias al Mundial Rusia 2018 \| \| 25. \| 25 de mayo de 2016 \| Dallas \| Estados Unidos \| 0-1 \| Derrota \| Amistoso \| \| 26. \| 4 de junio de 2016 \| Pasadena \| Brasil \| 0-0 \| Empate \| Copa América 2016 \| \| 27. \| 8 de junio de 2016 \| Glendale \| Perú \| 2-2 \| Empate \| Copa América 2016 \| \| 28. \| 4 de junio de 2016 \| Pasadena \| Haití \| 4-0 \| Victoria \| Copa América 2016 \| \| 29. \| 12 de junio de 2016 \| Glendale \| Estados Unidos \| 1-2 \| Derrota \| Copa América 2016 \| \| 30. \| 1 de septiembre de 2016 \| Quito \| Brasil \| 0-3 \| Derrota \| Eliminatorias al Mundial Rusia 2018 \| \| 31. \| 6 de septiembre de 2016 \| Lima \| Perú \| 1-2 \| Derrota \| Eliminatorias al Mundial Rusia 2018 \| \| 32. \| 6 de octubre de 2016 \| Quito \| Chile \| 3-0 \| Victoria \| Eliminatorias al Mundial Rusia 2018 \| \| 33. \| 11 de octubre de 2016 \| La Paz \| Bolivia \| 2-2 \| Empate \| Eliminatorias al Mundial Rusia 2018 \| \| 34. \| 15 de noviembre de 2016 \| Quito \| Venezuela \| 3-0 \| Victoria \| Eliminatorias al Mundial Rusia 2018 \| \| 35. \| 23 de marzo de 2017 \| Asunción \| Paraguay \| 1-2 \| Derrota \| Eliminatorias al Mundial Rusia 2018 \| \| 36. \| 28 de marzo de 2017 \| Quito \| Colombia \| 0-2 \| Derrota \| Eliminatorias al Mundial Rusia 2018 \| \| 37. \| 8 de junio de 2017 \| Boca Ratón \| Venezuela \| 1-1 \| Empate \| Amistoso \| \| 38. \| 13 de junio de 2017 \| Harrison \| El Salvador \| 3-0 \| Victoria \| Amistoso \| \| 39. \| 31 de agosto de 2017 \| Porto Alegre \| Brasil \| 0-2 \| Derrota \| Eliminatorias al Mundial Rusia 2018 \| \| 40. \| 5 de septiembre de 2017 \| Quito \| Perú \| 1-2 \| Derrota \| Eliminatorias al Mundial Rusia 2018 \| \| 41. \| 10 de octubre de 2017 \| Quito \| Argentina \| 1-3 \| Derrota \| Eliminatorias al Mundial Rusia 2018 \| \| 42. \| 7 de septiembre de 2018 \| Harrison \| Jamaica \| 2-0 \| Victoria \| Amistoso \| \| 43. \| 11 de septiembre de 2018 \| Bridgeview \| Guatemala \| 2-0 \| Victoria \| Amistoso \| \| 44. \| 12 de octubre de 2018 \| Doha \| Catar \| 3-4 \| Derrota \| Amistoso \| \| 45. \| 15 de noviembre de 2018 \| Lima \| Perú \| 2-0 \| Victoria \| Amistoso \| \| 46. \| 20 de noviembre de 2018 \| Ciudad de Panamá \| Panamá \| 2-1 \| Victoria \| Amistoso \| \| 47. \| 1 de junio de 2019 \| Miami \| Venezuela \| 1-1 \| Empate \| Amistoso \| \| 48. \| 9 de junio de 2019 \| Arlington \| México \| 2-3 \| Derrota \| Amistoso \| \| 49. \| 16 de junio de 2019 \| Belo Horizonte \| Uruguay \| 0-4 \| Derrota \| Copa América 2019 \| \| 50. \| 21 de junio de 2019 \| Salvador \| Chile \| 1-2 \| Derrota \| Copa América 2019 \| \| 51. \| 24 de junio de 2019 \| Belo Horizonte \| Japón \| 1-1 \| Empate \| Copa América 2019 \| \| 52. \| 13 de octubre de 2019 \| Elche \| Argentina \| 1-6 \| Derrota \| Amistoso \| \| 53. \| 14 de noviembre de 2019 \| Portoviejo \| Trinidad y Tobago \| 3-0 \| Victoria \| Amistoso \| \| 54. \| 19 de noviembre de 2019 \| Harrison \| Colombia \| 0-1 \| Derrota \| Amistoso \| \| 55. \| 8 de octubre de 2020 \| Buenos Aires \| Argentina \| 0-1 \| Derrota \| Eliminatorias al Mundial Catar 2022 \| \| 56. \| 13 de octubre de 2020 \| Quito \| Uruguay \| 4-2 \| Victoria \| Eliminatorias al Mundial Catar 2022 \| \| 57. \| 5 de junio de 2021 \| Porto Alegre \| Brasil \| 0-2 \| Derrota \| Eliminatorias al Mundial Catar 2022 \| \| 58. \| 13 de junio de 2021 \| Cuiabá \| Colombia \| 0-1 \| Derrota \| Copa América 2021 \| \| 59. \| 20 de junio de 2021 \| Río de Janeiro \| Venezuela \| 2-2 \| Empate \| Copa América 2021 \| \| 60. \| 27 de junio de 2021 \| Goiânia \| Brasil \| 1-1 \| Empate \| Copa América 2021 \| \| 61. \| 3 de julio de 2021 \| Brasilia \| Argentina \| 0-3 \| Derrota \| Copa América 2021 \| \| 62. \| 2 de septiembre de 2021 \| Quito \| Paraguay \| 2-0 \| Victoria \| Eliminatorias al Mundial Catar 2022 \| \| 63. \| 5 de septiembre de 2021 \| Quito \| Chile \| 0-0 \| Empate \| Eliminatorias al Mundial Catar 2022 \| \| 64. \| 9 de septiembre de 2021 \| Montevideo \| Uruguay \| 0-1 \| Derrota \| Eliminatorias al Mundial Catar 2022 \| \| 65. \| 7 de octubre de 2021 \| Guayaquil \| Bolivia \| 3-0 \| Victoria \| Eliminatorias al Mundial Catar 2022 \| \| 66. \| 10 de octubre de 2021 \| Caracas \| Venezuela \| 1-2 \| Derrota \| Eliminatorias al Mundial Catar 2022 \| \| 67. \| 14 de octubre de 2021 \| Barranquilla \| Colombia \| 0-0 \| Empate \| Eliminatorias al Mundial Catar 2022 \| \| 68. \| 27 de enero de 2022 \| Quito \| Brasil \| 1-1 \| Empate \| Eliminatorias al Mundial Catar 2022 \| \| 69. \| 24 de marzo de 2022 \| Ciudad del Este \| Paraguay \| 1-3 \| Derrota \| Eliminatorias al Mundial Catar 2022 \| \| 70. \| 29 de marzo de 2022 \| Guayaquil \| Argentina \| 1-1 \| Empate \| Eliminatorias al Mundial Catar 2022 \| \| 71. \| 2 de junio de 2022 \| Harrison \| Nigeria \| 1-0 \| Victoria \| Amistoso \| \| 72. \| 11 de junio de 2022 \| Fort Lauderdale \| Cabo Verde \| 1-0 \| Victoria \| Amistoso \| \| 73. \| 23 de septiembre de 2022 \| Murcia \| Arabia Saudita \| 0-0 \| Empate \| Amistoso \| \| 74. \| 27 de septiembre de 2022 \| Düsseldorf \| Japón \| 0-0 \| Empate \| Amistoso \| \| 75. \| 20 de noviembre de 2022 \| Jor \| Catar \| 2-0 \| Victoria \| Mundial Catar 2022 \| \| 76. \| 25 de noviembre de 2022 \| Rayán \| Países Bajos \| 1-1 \| Empate \| Mundial Catar 2022 \| \| 77. \| 29 de noviembre de 2022 \| Rayán \| Senegal \| 1-2 \| Derrota \| Mundial Catar 2022 \| \| 78. \| 17 de junio de 2023 \| Harrison \| Bolivia \| 1-0 \| Victoria \| Amistoso \| \| 79. \| 20 de junio de 2023 \| Chester \| Costa Rica \| 3-1 \| Victoria \| Amistoso \| \| 80. \| 7 de septiembre de 2023 \| Buenos Aires \| Argentina \| 0-1 \| Derrota \| Eliminatorias al Mundial 2026 \| \| 81. \| 12 de septiembre de 2023 \| Quito \| Uruguay \| 2-1 \| Victoria \| Eliminatorias al Mundial 2026 \| \| 82. \| 12 de octubre de 2023 \| La Paz \| Bolivia \| 2-1 \| Victoria \| Eliminatorias al Mundial 2026 \| \| 83. \| 17 de octubre de 2023 \| Quito \| Colombia \| 0-0 \| Empate \| Eliminatorias al Mundial 2026 \| \| 84. \| 9 de junio de 2024 \| Chicago \| Argentina \| 0-1 \| Derrota \| Amistoso \| \| 85. \| 12 de junio de 2024 \| Chester \| Bolivia \| 3-1 \| Victoria \| Amistoso \| \| 86. \| 16 de junio de 2024 \| East Hartford \| Honduras \| 2-1 \| Victoria \| Amistoso \| \| 87. \| 22 de junio de 2024 \| Santa Clara \| Venezuela \| 1-2 \| Derrota \| Copa América 2024 \| \| 88. \| 30 de junio de 2024 \| Glendale \| México \| 0-0 \| Empate \| Copa América 2024 \| \| 89. \| 4 de julio de 2024 \| Houston \| Argentina \| 1-1 (2-4 p.) \| Empate \| Copa América 2024 \| \| 90. \| 6 de septiembre de 2024 \| Curitiba \| Brasil \| 0-1 \| Derrota \| Eliminatorias al Mundial 2026 \| \| 91. \| 10 de septiembre de 2024 \| Quito \| Perú \| 1-0 \| Victoria \| Eliminatorias al Mundial 2026 \| \| 92. \| 10 de octubre de 2024 \| Quito \| Paraguay \| 0-0 \| Empate \| Eliminatorias al Mundial 2026 \| \| 93. \| 15 de octubre de 2024 \| Montevideo \| Uruguay \| 0-0 \| Empate \| Eliminatorias al Mundial 2026 \| \| 94. \| 14 de noviembre de 2024 \| Guayaquil \| Bolivia \| 4-0 \| Victoria \| Eliminatorias al Mundial 2026 \| \| 95. \| 19 de noviembre de 2024 \| Barranquilla \| Colombia \| 1-0 \| Victoria \| Eliminatorias al Mundial 2026 \| \| 96. \| 21 de marzo de 2025 \| Quito \| Venezuela \| 2-1 \| Victoria \| Eliminatorias al Mundial 2026 \| \| 97. \| 25 de marzo de 2025 \| Santiago \| Chile \| 0-0 \| Empate \| Eliminatorias al Mundial 2026 \| \| 98. \| 10 de junio de 2025 \| Lima \| Perú \| 0-0 \| Empate \| Eliminatorias al Mundial 2026 \| |                          |                   |                   |              |           |                                      |
| N.° | Fecha                    | Ciudad            | Rival             | Resultado    | Resultado | Competencia                          |
| 1. | 29 de febrero de 2012    | Guayaquil         | Honduras          | 2-0          | Victoria  | Amistoso                             |
| 2. | 14 de agosto de 2013     | Guayaquil         | España            | 0-2          | Derrota   | Amistoso                             |
| 3. | 6 de septiembre de 2013  | Barranquilla      | Colombia          | 0-1          | Derrota   | Eliminatorias al Mundial Brasil 2014 |
| 4. | 11 de octubre de 2013    | Quito             | Uruguay           | 1-0          | Victoria  | Eliminatorias al Mundial Brasil 2014 |
| 5. | 15 de octubre de 2013    | Santiago de Chile | Chile             | 1-2          | Derrota   | Eliminatorias al Mundial Brasil 2014 |
| 6. | 15 de noviembre de 2013  | Nueva Jersey      | Argentina         | 0-0          | Empate    | Amistoso                             |
| 7. | 19 de noviembre de 2013  | Houston           | Honduras          | 2-2          | Empate    | Amistoso                             |
| 8. | 5 de marzo de 2014       | Londres           | Australia         | 4-3          | Victoria  | Amistoso                             |
| 9. | 31 de mayo de 2014       | Arlington         | México            | 1-3          | Derrota   | Amistoso                             |
| 10. | 4 de junio de 2014       | Miami             | Inglaterra        | 2-2          | Empate    | Amistoso                             |
| 11. | 15 de junio de 2014      | Brasilia          | Suiza             | 1-2          | Derrota   | Mundial Brasil 2014                  |
| 12. | 20 de junio de 2014      | Curitiba          | Honduras          | 2-1          | Victoria  | Mundial Brasil 2014                  |
| 13. | 25 de junio de 2014      | Río de Janeiro    | Francia           | 0-0          | Empate    | Mundial Brasil 2014                  |
| 14. | 9 de septiembre de 2014  | East Rutherford   | Brasil            | 0-1          | Derrota   | Amistoso                             |
| 15. | 9 de septiembre de 2014  | Miami             | Bolivia           | 4-0          | Victoria  | Amistoso                             |
| 16. | 10 de octubre de 2014    | Connecticut       | Estados Unidos    | 1-1          | Empate    | Amistoso                             |
| 17. | 14 de octubre de 2014    | Harrison          | El Salvador       | 5-1          | Victoria  | Amistoso                             |
| 18. | 3 de junio de 2015       | Ciudad de Panamá  | Panamá            | 1-1          | Empate    | Amistoso                             |
| 19. | 6 de junio de 2015       | Guayaquil         | Panamá            | 4-0          | Victoria  | Amistoso                             |
| 20. | 11 de junio de 2015      | Santiago de Chile | Chile             | 0-2          | Derrota   | Copa América 2015                    |
| 21. | 15 de junio de 2015      | Valparaíso        | Bolivia           | 2-3          | Derrota   | Copa América 2015                    |
| 22. | 19 de junio de 2015      | Rancagua          | México            | 2-1          | Victoria  | Copa América 2015                    |
| 23. | 24 de marzo de 2016      | Quito             | Paraguay          | 2-2          | Empate    | Eliminatorias al Mundial Rusia 2018  |
| 24. | 29 de marzo de 2016      | Barranquilla      | Colombia          | 1-3          | Derrota   | Eliminatorias al Mundial Rusia 2018  |
| 25. | 25 de mayo de 2016       | Dallas            | Estados Unidos    | 0-1          | Derrota   | Amistoso                             |
| 26. | 4 de junio de 2016       | Pasadena          | Brasil            | 0-0          | Empate    | Copa América 2016                    |
| 27. | 8 de junio de 2016       | Glendale          | Perú              | 2-2          | Empate    | Copa América 2016                    |
| 28. | 4 de junio de 2016       | Pasadena          | Haití             | 4-0          | Victoria  | Copa América 2016                    |
| 29. | 12 de junio de 2016      | Glendale          | Estados Unidos    | 1-2          | Derrota   | Copa América 2016                    |
| 30. | 1 de septiembre de 2016  | Quito             | Brasil            | 0-3          | Derrota   | Eliminatorias al Mundial Rusia 2018  |
| 31. | 6 de septiembre de 2016  | Lima              | Perú              | 1-2          | Derrota   | Eliminatorias al Mundial Rusia 2018  |
| 32. | 6 de octubre de 2016     | Quito             | Chile             | 3-0          | Victoria  | Eliminatorias al Mundial Rusia 2018  |
| 33. | 11 de octubre de 2016    | La Paz            | Bolivia           | 2-2          | Empate    | Eliminatorias al Mundial Rusia 2018  |
| 34. | 15 de noviembre de 2016  | Quito             | Venezuela         | 3-0          | Victoria  | Eliminatorias al Mundial Rusia 2018  |
| 35. | 23 de marzo de 2017      | Asunción          | Paraguay          | 1-2          | Derrota   | Eliminatorias al Mundial Rusia 2018  |
| 36. | 28 de marzo de 2017      | Quito             | Colombia          | 0-2          | Derrota   | Eliminatorias al Mundial Rusia 2018  |
| 37. | 8 de junio de 2017       | Boca Ratón        | Venezuela         | 1-1          | Empate    | Amistoso                             |
| 38. | 13 de junio de 2017      | Harrison          | El Salvador       | 3-0          | Victoria  | Amistoso                             |
| 39. | 31 de agosto de 2017     | Porto Alegre      | Brasil            | 0-2          | Derrota   | Eliminatorias al Mundial Rusia 2018  |
| 40. | 5 de septiembre de 2017  | Quito             | Perú              | 1-2          | Derrota   | Eliminatorias al Mundial Rusia 2018  |
| 41. | 10 de octubre de 2017    | Quito             | Argentina         | 1-3          | Derrota   | Eliminatorias al Mundial Rusia 2018  |
| 42. | 7 de septiembre de 2018  | Harrison          | Jamaica           | 2-0          | Victoria  | Amistoso                             |
| 43. | 11 de septiembre de 2018 | Bridgeview        | Guatemala         | 2-0          | Victoria  | Amistoso                             |
| 44. | 12 de octubre de 2018    | Doha              | Catar             | 3-4          | Derrota   | Amistoso                             |
| 45. | 15 de noviembre de 2018  | Lima              | Perú              | 2-0          | Victoria  | Amistoso                             |
| 46. | 20 de noviembre de 2018  | Ciudad de Panamá  | Panamá            | 2-1          | Victoria  | Amistoso                             |
| 47. | 1 de junio de 2019       | Miami             | Venezuela         | 1-1          | Empate    | Amistoso                             |
| 48. | 9 de junio de 2019       | Arlington         | México            | 2-3          | Derrota   | Amistoso                             |
| 49. | 16 de junio de 2019      | Belo Horizonte    | Uruguay           | 0-4          | Derrota   | Copa América 2019                    |
| 50. | 21 de junio de 2019      | Salvador          | Chile             | 1-2          | Derrota   | Copa América 2019                    |
| 51. | 24 de junio de 2019      | Belo Horizonte    | Japón             | 1-1          | Empate    | Copa América 2019                    |
| 52. | 13 de octubre de 2019    | Elche             | Argentina         | 1-6          | Derrota   | Amistoso                             |
| 53. | 14 de noviembre de 2019  | Portoviejo        | Trinidad y Tobago | 3-0          | Victoria  | Amistoso                             |
| 54. | 19 de noviembre de 2019  | Harrison          | Colombia          | 0-1          | Derrota   | Amistoso                             |
| 55. | 8 de octubre de 2020     | Buenos Aires      | Argentina         | 0-1          | Derrota   | Eliminatorias al Mundial Catar 2022  |
| 56. | 13 de octubre de 2020    | Quito             | Uruguay           | 4-2          | Victoria  | Eliminatorias al Mundial Catar 2022  |
| 57. | 5 de junio de 2021       | Porto Alegre      | Brasil            | 0-2          | Derrota   | Eliminatorias al Mundial Catar 2022  |
| 58. | 13 de junio de 2021      | Cuiabá            | Colombia          | 0-1          | Derrota   | Copa América 2021                    |
| 59. | 20 de junio de 2021      | Río de Janeiro    | Venezuela         | 2-2          | Empate    | Copa América 2021                    |
| 60. | 27 de junio de 2021      | Goiânia           | Brasil            | 1-1          | Empate    | Copa América 2021                    |
| 61. | 3 de julio de 2021       | Brasilia          | Argentina         | 0-3          | Derrota   | Copa América 2021                    |
| 62. | 2 de septiembre de 2021  | Quito             | Paraguay          | 2-0          | Victoria  | Eliminatorias al Mundial Catar 2022  |
| 63. | 5 de septiembre de 2021  | Quito             | Chile             | 0-0          | Empate    | Eliminatorias al Mundial Catar 2022  |
| 64. | 9 de septiembre de 2021  | Montevideo        | Uruguay           | 0-1          | Derrota   | Eliminatorias al Mundial Catar 2022  |
| 65. | 7 de octubre de 2021     | Guayaquil         | Bolivia           | 3-0          | Victoria  | Eliminatorias al Mundial Catar 2022  |
| 66. | 10 de octubre de 2021    | Caracas           | Venezuela         | 1-2          | Derrota   | Eliminatorias al Mundial Catar 2022  |
| 67. | 14 de octubre de 2021    | Barranquilla      | Colombia          | 0-0          | Empate    | Eliminatorias al Mundial Catar 2022  |
| 68. | 27 de enero de 2022      | Quito             | Brasil            | 1-1          | Empate    | Eliminatorias al Mundial Catar 2022  |
| 69. | 24 de marzo de 2022      | Ciudad del Este   | Paraguay          | 1-3          | Derrota   | Eliminatorias al Mundial Catar 2022  |
| 70. | 29 de marzo de 2022      | Guayaquil         | Argentina         | 1-1          | Empate    | Eliminatorias al Mundial Catar 2022  |
| 71. | 2 de junio de 2022       | Harrison          | Nigeria           | 1-0          | Victoria  | Amistoso                             |
| 72. | 11 de junio de 2022      | Fort Lauderdale   | Cabo Verde        | 1-0          | Victoria  | Amistoso                             |
| 73. | 23 de septiembre de 2022 | Murcia            | Arabia Saudita    | 0-0          | Empate    | Amistoso                             |
| 74. | 27 de septiembre de 2022 | Düsseldorf        | Japón             | 0-0          | Empate    | Amistoso                             |
| 75. | 20 de noviembre de 2022  | Jor               | Catar             | 2-0          | Victoria  | Mundial Catar 2022                   |
| 76. | 25 de noviembre de 2022  | Rayán             | Países Bajos      | 1-1          | Empate    | Mundial Catar 2022                   |
| 77. | 29 de noviembre de 2022  | Rayán             | Senegal           | 1-2          | Derrota   | Mundial Catar 2022                   |
| 78. | 17 de junio de 2023      | Harrison          | Bolivia           | 1-0          | Victoria  | Amistoso                             |
| 79. | 20 de junio de 2023      | Chester           | Costa Rica        | 3-1          | Victoria  | Amistoso                             |
| 80. | 7 de septiembre de 2023  | Buenos Aires      | Argentina         | 0-1          | Derrota   | Eliminatorias al Mundial 2026        |
| 81. | 12 de septiembre de 2023 | Quito             | Uruguay           | 2-1          | Victoria  | Eliminatorias al Mundial 2026        |
| 82. | 12 de octubre de 2023    | La Paz            | Bolivia           | 2-1          | Victoria  | Eliminatorias al Mundial 2026        |
| 83. | 17 de octubre de 2023    | Quito             | Colombia          | 0-0          | Empate    | Eliminatorias al Mundial 2026        |
| 84. | 9 de junio de 2024       | Chicago           | Argentina         | 0-1          | Derrota   | Amistoso                             |
| 85. | 12 de junio de 2024      | Chester           | Bolivia           | 3-1          | Victoria  | Amistoso                             |
| 86. | 16 de junio de 2024      | East Hartford     | Honduras          | 2-1          | Victoria  | Amistoso                             |
| 87. | 22 de junio de 2024      | Santa Clara       | Venezuela         | 1-2          | Derrota   | Copa América 2024                    |
| 88. | 30 de junio de 2024      | Glendale          | México            | 0-0          | Empate    | Copa América 2024                    |
| 89. | 4 de julio de 2024       | Houston           | Argentina         | 1-1 (2-4 p.) | Empate    | Copa América 2024                    |
| 90. | 6 de septiembre de 2024  | Curitiba          | Brasil            | 0-1          | Derrota   | Eliminatorias al Mundial 2026        |
| 91. | 10 de septiembre de 2024 | Quito             | Perú              | 1-0          | Victoria  | Eliminatorias al Mundial 2026        |
| 92. | 10 de octubre de 2024    | Quito             | Paraguay          | 0-0          | Empate    | Eliminatorias al Mundial 2026        |
| 93. | 15 de octubre de 2024    | Montevideo        | Uruguay           | 0-0          | Empate    | Eliminatorias al Mundial 2026        |
| 94. | 14 de noviembre de 2024  | Guayaquil         | Bolivia           | 4-0          | Victoria  | Eliminatorias al Mundial 2026        |
| 95. | 19 de noviembre de 2024  | Barranquilla      | Colombia          | 1-0          | Victoria  | Eliminatorias al Mundial 2026        |
| 96. | 21 de marzo de 2025      | Quito             | Venezuela         | 2-1          | Victoria  | Eliminatorias al Mundial 2026        |
| 97. | 25 de marzo de 2025      | Santiago          | Chile             | 0-0          | Empate    | Eliminatorias al Mundial 2026        |
| 98. | 10 de junio de 2025      | Lima              | Perú              | 0-0          | Empate    | Eliminatorias al Mundial 2026        |

### Goles internacionales
| \| N.° \| Fecha \| Ciudad \| Oponente \| Gol \| Resultado \| Competencia \| Modo \| \| --- \| ------------------------ \| ---------------- \| ----------------- \| --- \| --------- \| -------------------------------------------- \| --------- \| \| 1. \| 20 de noviembre de 2013 \| Houston \| Honduras \| 2–2 \| 2–2 \| Amistoso \| Derecha \| \| 2. \| 5 de marzo de 2014 \| Londres \| Australia \| 3–3 \| 4–3 \| Amistoso \| Izquierda \| \| 3. \| 31 de mayo de 2014 \| Arlington \| México \| 1–3 \| 1–3 \| Amistoso \| Derecha \| \| 4. \| 4 de junio de 2014 \| Miami \| Inglaterra \| 1–0 \| 2–2 \| Amistoso \| Cabeza \| \| 5. \| 15 de junio de 2014 \| Brasilia \| Suiza \| 1–0 \| 1–2 \| Copa Mundial Brasil 2014 \| Cabeza \| \| 6. \| 20 de junio de 2014 \| Curitiba \| Honduras \| 1–1 \| 2–1 \| Copa Mundial Brasil 2014 \| Izquierda \| \| 7. \| 20 de junio de 2014 \| Curitiba \| Honduras \| 2–1 \| 2–1 \| Copa Mundial Brasil 2014 \| Cabeza \| \| 8. \| 9 de septiembre de 2014 \| Miami \| Bolivia \| 3–0 \| 4–0 \| Amistoso \| Derecha \| \| 9. \| 10 de octubre de 2014 \| Connecticut \| Estados Unidos \| 1–1 \| 1–1 \| Amistoso \| Derecha \| \| 10. \| 14 de octubre de 2014 \| Connecticut \| El Salvador \| 2–0 \| 5–1 \| Amistoso \| Derecha \| \| 11. \| 14 de octubre de 2014 \| Connecticut \| El Salvador \| 4–1 \| 5–1 \| Amistoso \| Izquierda \| \| 12. \| 15 de junio de 2015 \| Valparaíso \| Bolivia \| 1–3 \| 2–3 \| Copa América 2015 \| Derecha \| \| 13. \| 19 de junio de 2015 \| Rancagua \| México \| 2–0 \| 2–1 \| Copa América 2015 \| Derecha \| \| 14. \| 24 de marzo de 2016 \| Quito \| Paraguay \| 1–0 \| 2–2 \| Eliminatorias Copa Mundial Rusia 2018 \| Izquierda \| \| 15. \| 8 de junio de 2016 \| Glendale \| Perú \| 1–2 \| 2–2 \| Copa América 2016 \| Derecha \| \| 16. \| 12 de junio de 2016 \| East Rutherford \| Haití \| 1-0 \| 4-0 \| Copa América 2016 \| Izquierda \| \| 17. \| 11 de octubre de 2016 \| La Paz \| Bolivia \| 1–2 \| 2–2 \| Eliminatorias Copa Mundial Rusia 2018 \| Derecha \| \| 18. \| 11 de octubre de 2016 \| La Paz \| Bolivia \| 2–2 \| 2–2 \| Eliminatorias Copa Mundial Rusia 2018 \| Derecha \| \| 19. \| 15 de noviembre de 2016 \| Quito \| Venezuela \| 2–0 \| 3–0 \| Eliminatorias Copa Mundial Rusia 2018 \| Izquierda \| \| 20. \| 12 de junio de 2017 \| New Jersey \| El Salvador \| 2–0 \| 3–0 \| Amistoso \| Izquierda \| \| 21. \| 5 de septiembre de 2017 \| Quito \| Perú \| 1–2 \| 1–2 \| Eliminatorias Copa Mundial Rusia 2018 \| Derecha \| \| 22. \| 7 de septiembre de 2018 \| Harrison \| Jamaica \| 1–0 \| 2–0 \| Amistoso \| Derecha \| \| 23. \| 11 de septiembre de 2018 \| Chicago \| Guatemala \| 1–0 \| 2–0 \| Amistoso \| Cabeza \| \| 24. \| 12 de octubre de 2018 \| Doha \| Catar \| 1–3 \| 3–4 \| Amistoso \| Derecha \| \| 25. \| 12 de octubre de 2018 \| Doha \| Catar \| 2–4 \| 3–4 \| Amistoso \| Derecha \| \| 26. \| 16 de noviembre de 2018 \| Lima \| Perú \| 2–0 \| 2–0 \| Amistoso \| Derecha \| \| 27. \| 20 de noviembre de 2018 \| Ciudad de Panamá \| Panamá \| 2–1 \| 2–1 \| Amistoso \| Derecha \| \| 28. \| 1 de junio de 2019 \| Miami \| Venezuela \| 1–1 \| 1–1 \| Amistoso \| Derecha \| \| 29. \| 21 de junio de 2019 \| Salvador \| Chile \| 1–1 \| 1–2 \| Copa América 2019 \| Penal \| \| 30. \| 14 de noviembre de 2019 \| Portoviejo \| Trinidad y Tobago \| 2–0 \| 3–0 \| Amistoso \| Penal \| \| 31. \| 14 de noviembre de 2019 \| Portoviejo \| Trinidad y Tobago \| 3–0 \| 3–0 \| Amistoso \| Derecha \| \| 32. \| 7 de octubre de 2021 \| Guayaquil \| Bolivia \| 2–0 \| 3–0 \| Eliminatorias Copa Mundial Catar 2022 \| Derecha \| \| 33. \| 7 de octubre de 2021 \| Guayaquil \| Bolivia \| 3–0 \| 3–0 \| Eliminatorias Copa Mundial Catar 2022 \| Derecha \| \| 34. \| 10 de octubre de 2021 \| Caracas \| Venezuela \| 1–0 \| 1–2 \| Eliminatorias Copa Mundial Catar 2022 \| Penal \| \| 35. \| 29 de marzo de 2022 \| Guayaquil \| Argentina \| 1–1 \| 1–1 \| Eliminatorias Copa Mundial Catar 2022 \| Derecha \| \| 36. \| 20 de noviembre de 2022 \| Jor \| Catar \| 1–0 \| 2–0 \| Copa Mundial Catar 2022 \| Penal \| \| 37. \| 20 de noviembre de 2022 \| Jor \| Catar \| 2–0 \| 2–0 \| Copa Mundial Catar 2022 \| Cabeza \| \| 38. \| 25 de noviembre de 2022 \| Rayán \| Países Bajos \| 1–1 \| 1–1 \| Copa Mundial Catar 2022 \| Derecha \| \| 39. \| 17 de junio de 2023 \| Harrison \| Bolivia \| 1–0 \| 1–0 \| Amistoso \| Derecha \| \| 40. \| 20 de junio de 2023 \| Chester \| Costa Rica \| 1–0 \| 3–1 \| Amistoso \| Derecha \| \| 41. \| 12 de junio de 2024 \| Chester \| Bolivia \| 1–0 \| 3–1 \| Amistoso \| Izquierda \| \| 42. \| 10 de septiembre de 2024 \| Quito \| Perú \| 1–0 \| 1–0 \| Eliminatorias Copa Mundial Norteamérica 2026 \| Cabeza \| \| 43. \| 14 de noviembre de 2024 \| Guayaquil \| Bolivia \| 1–0 \| 4–0 \| Eliminatorias Copa Mundial Norteamérica 2026 \| Penal \| \| 44. \| 19 de noviembre de 2024 \| Barranquilla \| Colombia \| 1–0 \| 1–0 \| Eliminatorias Copa Mundial Norteamérica 2026 \| Izquierda \| \| 45. \| 21 de marzo de 2025 \| Quito \| Venezuela \| 1–0 \| 2–1 \| Eliminatorias Copa Mundial Norteamérica 2026 \| Derecha \| \| 46. \| 21 de marzo de 2025 \| Quito \| Venezuela \| 2–0 \| 2–1 \| Eliminatorias Copa Mundial Norteamérica 2026 \| Derecha \| |                          |                  |                   |     |           |                                              |           |
| N.° | Fecha                    | Ciudad           | Oponente          | Gol | Resultado | Competencia                                  | Modo      |
| 1. | 20 de noviembre de 2013  | Houston          | Honduras          | 2–2 | 2–2       | Amistoso                                     | Derecha   |
| 2. | 5 de marzo de 2014       | Londres          | Australia         | 3–3 | 4–3       | Amistoso                                     | Izquierda |
| 3. | 31 de mayo de 2014       | Arlington        | México            | 1–3 | 1–3       | Amistoso                                     | Derecha   |
| 4. | 4 de junio de 2014       | Miami            | Inglaterra        | 1–0 | 2–2       | Amistoso                                     | Cabeza    |
| 5. | 15 de junio de 2014      | Brasilia         | Suiza             | 1–0 | 1–2       | Copa Mundial Brasil 2014                     | Cabeza    |
| 6. | 20 de junio de 2014      | Curitiba         | Honduras          | 1–1 | 2–1       | Copa Mundial Brasil 2014                     | Izquierda |
| 7. | 20 de junio de 2014      | Curitiba         | Honduras          | 2–1 | 2–1       | Copa Mundial Brasil 2014                     | Cabeza    |
| 8. | 9 de septiembre de 2014  | Miami            | Bolivia           | 3–0 | 4–0       | Amistoso                                     | Derecha   |
| 9. | 10 de octubre de 2014    | Connecticut      | Estados Unidos    | 1–1 | 1–1       | Amistoso                                     | Derecha   |
| 10. | 14 de octubre de 2014    | Connecticut      | El Salvador       | 2–0 | 5–1       | Amistoso                                     | Derecha   |
| 11. | 14 de octubre de 2014    | Connecticut      | El Salvador       | 4–1 | 5–1       | Amistoso                                     | Izquierda |
| 12. | 15 de junio de 2015      | Valparaíso       | Bolivia           | 1–3 | 2–3       | Copa América 2015                            | Derecha   |
| 13. | 19 de junio de 2015      | Rancagua         | México            | 2–0 | 2–1       | Copa América 2015                            | Derecha   |
| 14. | 24 de marzo de 2016      | Quito            | Paraguay          | 1–0 | 2–2       | Eliminatorias Copa Mundial Rusia 2018        | Izquierda |
| 15. | 8 de junio de 2016       | Glendale         | Perú              | 1–2 | 2–2       | Copa América 2016                            | Derecha   |
| 16. | 12 de junio de 2016      | East Rutherford  | Haití             | 1-0 | 4-0       | Copa América 2016                            | Izquierda |
| 17. | 11 de octubre de 2016    | La Paz           | Bolivia           | 1–2 | 2–2       | Eliminatorias Copa Mundial Rusia 2018        | Derecha   |
| 18. | 11 de octubre de 2016    | La Paz           | Bolivia           | 2–2 | 2–2       | Eliminatorias Copa Mundial Rusia 2018        | Derecha   |
| 19. | 15 de noviembre de 2016  | Quito            | Venezuela         | 2–0 | 3–0       | Eliminatorias Copa Mundial Rusia 2018        | Izquierda |
| 20. | 12 de junio de 2017      | New Jersey       | El Salvador       | 2–0 | 3–0       | Amistoso                                     | Izquierda |
| 21. | 5 de septiembre de 2017  | Quito            | Perú              | 1–2 | 1–2       | Eliminatorias Copa Mundial Rusia 2018        | Derecha   |
| 22. | 7 de septiembre de 2018  | Harrison         | Jamaica           | 1–0 | 2–0       | Amistoso                                     | Derecha   |
| 23. | 11 de septiembre de 2018 | Chicago          | Guatemala         | 1–0 | 2–0       | Amistoso                                     | Cabeza    |
| 24. | 12 de octubre de 2018    | Doha             | Catar             | 1–3 | 3–4       | Amistoso                                     | Derecha   |
| 25. | 12 de octubre de 2018    | Doha             | Catar             | 2–4 | 3–4       | Amistoso                                     | Derecha   |
| 26. | 16 de noviembre de 2018  | Lima             | Perú              | 2–0 | 2–0       | Amistoso                                     | Derecha   |
| 27. | 20 de noviembre de 2018  | Ciudad de Panamá | Panamá            | 2–1 | 2–1       | Amistoso                                     | Derecha   |
| 28. | 1 de junio de 2019       | Miami            | Venezuela         | 1–1 | 1–1       | Amistoso                                     | Derecha   |
| 29. | 21 de junio de 2019      | Salvador         | Chile             | 1–1 | 1–2       | Copa América 2019                            | Penal     |
| 30. | 14 de noviembre de 2019  | Portoviejo       | Trinidad y Tobago | 2–0 | 3–0       | Amistoso                                     | Penal     |
| 31. | 14 de noviembre de 2019  | Portoviejo       | Trinidad y Tobago | 3–0 | 3–0       | Amistoso                                     | Derecha   |
| 32. | 7 de octubre de 2021     | Guayaquil        | Bolivia           | 2–0 | 3–0       | Eliminatorias Copa Mundial Catar 2022        | Derecha   |
| 33. | 7 de octubre de 2021     | Guayaquil        | Bolivia           | 3–0 | 3–0       | Eliminatorias Copa Mundial Catar 2022        | Derecha   |
| 34. | 10 de octubre de 2021    | Caracas          | Venezuela         | 1–0 | 1–2       | Eliminatorias Copa Mundial Catar 2022        | Penal     |
| 35. | 29 de marzo de 2022      | Guayaquil        | Argentina         | 1–1 | 1–1       | Eliminatorias Copa Mundial Catar 2022        | Derecha   |
| 36. | 20 de noviembre de 2022  | Jor              | Catar             | 1–0 | 2–0       | Copa Mundial Catar 2022                      | Penal     |
| 37. | 20 de noviembre de 2022  | Jor              | Catar             | 2–0 | 2–0       | Copa Mundial Catar 2022                      | Cabeza    |
| 38. | 25 de noviembre de 2022  | Rayán            | Países Bajos      | 1–1 | 1–1       | Copa Mundial Catar 2022                      | Derecha   |
| 39. | 17 de junio de 2023      | Harrison         | Bolivia           | 1–0 | 1–0       | Amistoso                                     | Derecha   |
| 40. | 20 de junio de 2023      | Chester          | Costa Rica        | 1–0 | 3–1       | Amistoso                                     | Derecha   |
| 41. | 12 de junio de 2024      | Chester          | Bolivia           | 1–0 | 3–1       | Amistoso                                     | Izquierda |
| 42. | 10 de septiembre de 2024 | Quito            | Perú              | 1–0 | 1–0       | Eliminatorias Copa Mundial Norteamérica 2026 | Cabeza    |
| 43. | 14 de noviembre de 2024  | Guayaquil        | Bolivia           | 1–0 | 4–0       | Eliminatorias Copa Mundial Norteamérica 2026 | Penal     |
| 44. | 19 de noviembre de 2024  | Barranquilla     | Colombia          | 1–0 | 1–0       | Eliminatorias Copa Mundial Norteamérica 2026 | Izquierda |
| 45. | 21 de marzo de 2025      | Quito            | Venezuela         | 1–0 | 2–1       | Eliminatorias Copa Mundial Norteamérica 2026 | Derecha   |
| 46. | 21 de marzo de 2025      | Quito            | Venezuela         | 2–0 | 2–1       | Eliminatorias Copa Mundial Norteamérica 2026 | Derecha   |

## Estadísticas

### Clubes
Actualizado al último partido disputado el 17 de agosto de 2025.
| Club                             | Div.          | Temporada     | Liga  | Liga  | Liga   | Copas nacionales | Copas nacionales | Copas nacionales | Copas internacionales | Copas internacionales | Copas internacionales | Otros | Otros | Otros  | Total | Total | Total  | Prom. |
| Club                             | Div.          | Temporada     | Part. | Goles | Asist. | Part.            | Goles            | Asist.           | Part.                 | Goles                 | Asist.                | Part. | Goles | Asist. | Part. | Goles | Asist. | Prom. |
| -------------------------------- | ------------- | ------------- | ----- | ----- | ------ | ---------------- | ---------------- | ---------------- | --------------------- | --------------------- | --------------------- | ----- | ----- | ------ | ----- | ----- | ------ | ----- |
| C. S. Emelec · Ecuador           | 1.ª           | 2010          | 25    | 1     | 2      | —                | —                | —                | 11                    | 1                     | 2                     | —     | —     | —      | 36    | 2     | 4      | 0.05  |
| C. S. Emelec · Ecuador           | 1.ª           | 2011          | 30    | 9     | 3      | —                | —                | —                | 5                     | 0                     | 0                     | —     | —     | —      | 35    | 9     | 3      | 0.25  |
| C. S. Emelec · Ecuador           | 1.ª           | 2012          | 40    | 13    | 8      | —                | —                | —                | 14                    | 0                     | 0                     | —     | —     | —      | 54    | 13    | 8      | 0.24  |
| C. S. Emelec · Ecuador           | 1.ª           | 2013          | 35    | 4     | 5      | —                | —                | —                | 11                    | 5                     | 1                     | —     | —     | —      | 46    | 9     | 6      | 0.19  |
| C. S. Emelec · Ecuador           | Total club    | Total club    | 130   | 27    | 18     | 0                | 0                | 0                | 41                    | 6                     | 3                     | 0     | 0     | 0      | 171   | 33    | 21     | 0.19  |
| C. F. Pachuca · México           | 1.ª           | 2013-14       | 23    | 18    | 7      | 2                | 0                | 0                | 0                     | 0                     | 0                     | —     | —     | —      | 25    | 18    | 7      | 0.72  |
| C. F. Pachuca · México           | Total club    | Total club    | 23    | 18    | 7      | 2                | 0                | 0                | 0                     | 0                     | 0                     | 0     | 0     | 0      | 25    | 18    | 7      | 0.72  |
| West Ham United F. C. Inglaterra | 1.ª           | 2014-15       | 32    | 4     | 3      | 5                | 1                | 0                | 0                     | 0                     | 0                     | —     | —     | —      | 37    | 5     | 3      | 0.13  |
| West Ham United F. C. Inglaterra | 1.ª           | 2015-16       | 19    | 4     | 2      | 4                | 0                | 0                | 1                     | 1                     | 0                     | —     | —     | —      | 24    | 5     | 2      | 0.20  |
| West Ham United F. C. Inglaterra | 1.ª           | 2016-17       | 3     | 0     | 0      | 0                | 0                | 0                | 4                     | 0                     | 0                     | —     | —     | —      | 7     | 0     | 0      | 0     |
| West Ham United F. C. Inglaterra | Total club    | Total club    | 54    | 8     | 5      | 9                | 1                | 0                | 5                     | 1                     | 0                     | 0     | 0     | 0      | 68    | 10    | 5      | 0.14  |
| Everton F. C. Inglaterra         | 1.ª           | 2016-17       | 21    | 3     | 1      | 2                | 0                | 0                | 0                     | 0                     | 0                     | —     | —     | —      | 23    | 3     | 1      | 0.13  |
| Everton F. C. Inglaterra         | Total club    | Total club    | 21    | 3     | 1      | 2                | 0                | 0                | 0                     | 0                     | 0                     | 0     | 0     | 0      | 23    | 3     | 1      | 0.13  |
| Tigres UANL · México             | 1.ª           | 2017-18       | 37    | 15    | 4      | 1                | 0                | 0                | 3                     | 2                     | 0                     | —     | —     | —      | 41    | 17    | 4      | 0.40  |
| Tigres UANL · México             | 1.ª           | 2018-19       | 31    | 5     | 1      | 6                | 3                | 2                | 9                     | 7                     | 1                     | —     | —     | —      | 46    | 15    | 4      | 0.33  |
| Tigres UANL · México             | 1.ª           | 2019-20       | 27    | 1     | 2      | 0                | 0                | 0                | 2                     | 1                     | 0                     | —     | —     | —      | 29    | 2     | 2      | 0.10  |
| Tigres UANL · México             | Total club    | Total club    | 95    | 21    | 7      | 7                | 3                | 2                | 14                    | 10                    | 1                     | 0     | 0     | 0      | 116   | 34    | 10     | 0.29  |
| Fenerbahçe S. K. Turquía         | 1.ª           | 2020-21       | 34    | 12    | 4      | 1                | 1                | 0                | 0                     | 0                     | 0                     | —     | —     | —      | 35    | 13    | 4      | 0.37  |
| Fenerbahçe S. K. Turquía         | 1.ª           | 2021-22       | 25    | 7     | 6      | 2                | 1                | 0                | 6                     | 5                     | 0                     | —     | —     | —      | 33    | 13    | 6      | 0.39  |
| Fenerbahçe S. K. Turquía         | 1.ª           | 2022-23       | 31    | 29    | 5      | 5                | 1                | 2                | 12                    | 3                     | 0                     | —     | —     | —      | 48    | 33    | 7      | 0.69  |
| Fenerbahçe S. K. Turquía         | Total club    | Total club    | 90    | 48    | 15     | 8                | 3                | 2                | 18                    | 8                     | 0                     | 0     | 0     | 0      | 116   | 59    | 17     | 0.51  |
| S. C. Internacional · Brasil     | 1.ª           | 2023          | 22    | 9     | 1      | 0                | 0                | 0                | 6                     | 4                     | 1                     | —     | —     | —      | 28    | 13    | 2      | 0.46  |
| S. C. Internacional · Brasil     | 1.ª           | 2024          | 24    | 3     | 1      | 3                | 4                | 0                | 2                     | 0                     | 0                     | 11    | 4     | 2      | 40    | 11    | 3      | 0.28  |
| S. C. Internacional · Brasil     | 1.ª           | 2025          | 13    | 1     | 0      | 3                | 0                | 0                | 4                     | 1                     | 0                     | 10    | 5     | 1      | 30    | 7     | 1      | 0.23  |
| S. C. Internacional · Brasil     | Total club    | Total club    | 59    | 13    | 2      | 6                | 4                | 0                | 12                    | 5                     | 1                     | 21    | 9     | 3      | 98    | 31    | 6      | 0.32  |
| Total carrera                    | Total carrera | Total carrera | 472   | 138   | 55     | 34               | 11               | 4                | 90                    | 30                    | 5                     | 21    | 9     | 3      | 617   | 188   | 67     | 0.3   |
| 1. 2. 3.                         |               |               |       |       |        |                  |                  |                  |                       |                       |                       |       |       |        |       |       |        |       |

### Hat-tricks
| 1 | 7 de agosto de 2013  | George Capwell, Guayaquil                | Emelec - Sport Huancayo       |  | 4 - 0 | Copa Sudamericana 2013         |
| 2 | 4 de mayo de 2014    | Olímpico Universitario, Ciudad de México | Pumas UNAM - Pachuca          |  | 2 - 4 | Torneo Clausura                |
| 3 | 23 de julio de 2017  | Universitario, Nuevo León                | Tigres UANL - Puebla          |  | 5 - 0 | Torneo Apertura                |
| 4 | 26 de agosto de 2021 | Arena Töölö, Helsinki                    | HJK Helsinki - Fenerbahçe     |  | 2 - 5 | Liga Europa de la UEFA 2021-22 |
| 5 | 9 de octubre de 2022 | Şükrü Saracoğlu, Estambul                | Fenerbahçe - Fatih Karagümrük |  | 5 - 4 | Superliga de Turquía 2022-23   |
| 6 | 29 de enero de 2023  | Şükrü Saracoğlu, Estambul                | Fenerbahçe - Kasımpaşa        |  | 5 - 1 | Superliga de Turquía 2022-23   |

## Palmarés

### Campeonatos regionales
| Título            | Club                | País   | Año  |
| ----------------- | ------------------- | ------ | ---- |
| Campeonato Gaúcho | S. C. Internacional | Brasil | 2025 |

### Campeonatos nacionales
| Título               | Club         | País    | Año  |
| -------------------- | ------------ | ------- | ---- |
| Serie A de Ecuador   | C. S. Emelec | Ecuador | 2013 |
| Campeón de Campeones | Tigres UANL  | México  | 2017 |
| Liga MX              | Tigres UANL  | México  | 2017 |
| Campeón de Campeones | Tigres UANL  | México  | 2018 |
| Liga MX              | Tigres UANL  | México  | 2019 |
| Copa de Turquía      | Fenerbahçe   | Turquía | 2023 |

### Campeonatos internacionales
| Título                           | Club        | País   | Año  |
| -------------------------------- | ----------- | ------ | ---- |
| Campeones Cup                    | Tigres UANL | México | 2018 |
| Liga de Campeones de la Concacaf | Tigres UANL | México | 2020 |

### Distinciones individuales
| Distinción                                                                  | Año  |
| --------------------------------------------------------------------------- | ---- |
| Máximo goleador de la Copa Sudamericana (5 goles)                           | 2013 |
| Equipo Ideal de la Copa Sudamericana en la Copa Sudamericana                | 2013 |
| 11 Ideal del Campeonato Ecuatoriano 2013                                    | 2013 |
| Máximo goleador del Torneo Clausura (12 goles)                              | 2014 |
| Jugador del mes de septiembre del West Ham United                           | 2014 |
| Mejor jugador ecuatoriano en el extranjero                                  | 2014 |
| Mejor jugador del Torneo Apertura 2017                                      | 2017 |
| Once ideal de la Liga MX Apertura                                           | 2017 |
| Máximo goleador de la Liga de Campeones de la Concacaf (7 goles)            | 2019 |
| Once ideal de la Liga de Campeones de la Concacaf                           | 2019 |
| Goleador histórico de la selección ecuatoriana de fútbol                    | 2021 |
| Once ideal de la Superliga de Turquía                                       | 2021 |
| Jugador del mes de la Superliga de Turquía                                  | 2021 |
| Goleador histórico de la selección ecuatoriana de fútbol de Copas del Mundo | 2022 |
| Mejor jugador Catar-Ecuador en la Copa Mundial de Fútbol de 2022            | 2022 |
| Máximo goleador de la Superliga de Turquía (29 goles)                       | 2023 |

| Predecesor: Damián Díaz | Mejor jugador de la Serie A 2013 | Sucesor: Miler Bolaños |

## Vida personal
Valencia es oriundo de la provincia de Esmeraldas y es de ascendencia afroecuatoriana. Provenía de una familia pobre y cuando llegó a Emelec, tuvo que dormir en alojamientos rudimentarios en el estadio George Capwell del club, ya que no tenía dinero para quedarse en ningún otro lugar. En octubre de 2016, se emitió una orden de arresto en su contra en Ecuador por impago de pensión alimenticia. En agosto de 2020 su hermana fue tomada como rehén en San Lorenzo por una banda armada y retenida durante 10 días antes de ser liberada ilesa.